# シシリアン・キッス
シシリアン・キッス(Sicilian Kiss)とは、冷たいタイプのロングドリンクに分類される、リキュールをベース（基酒）としたカクテルである。

## 標準的なレシピ
- サザンカンフォート ＝ 40ml
- アマレット ＝ 20ml

## 作り方
全ての材料を氷を入れたオールド・ファッションド・グラスに注いでステアする。

## 主な参考文献
- 小島 武彦 監修『リキュールで楽しむカクテル321』日本文芸社、2003年10月25日、136頁。ISBN 4-537-20233-5。

| スタブアイコン | サブスタブ | この項目は、まだ閲覧者の調べものの参照としては役立たない、酒に関連した書きかけの項目です。この項目を加筆・訂正などしてくださる協力者を求めています（P:食/PJ:酒）。 |